# Демократическая партия (Республика Корея, 2000)
«Демократическая партия» (кор. 민주당?, 民主黨?; Минчжундан) — бывшая центристская либеральная политическая партия Республики Корея, существовавшая в 2000-2007 годах.

## История

Логотип «Демократической партии нового тысячелетия»

В 2000 году партия официально была основана под названием «Демократическая партия нового тысячелетия» (кор. 새천년민주당) после слияния «Национального конгресса за новую политику» и «Партии новых людей» во главе с Ли Индже. Также к ней присоединился ряд консервативно настроенных политиков. На своих первых парламентских выборах в 2000 году партия заняла второе место, получив 115 мест.
Но Му Хён был кандидатом от этой партии на президентских выборах в 2002 году, однако со временем он покинул её, основав партию «Уридан» в 2003 году. После этих событий партию возглавлял Пак Сончхон.
Партия потеряла популярность в 2004 году, когда Национальное собрание попыталось сместить Но Му Хёна с поста президента, объявив ему импичмент за незаконную предвыборную агитацию и обвинения в некомпетентности. В результате этих непопулярных действий на парламентских выборах 2004 года партия получила всего 9 мест из 299, а Но Му Хён отстоял президентское кресло после решения Конституционного суда. 6 мая 2005 года была переименована в «Демократическую партию» (кор. 민주당).
В 2007 году большая часть партии, вслед за Но Му Хёном, ушла в «Уридан», а меньшая часть образовала отдельную «Демократическую партию», которая в 2008 году слилась с другими силами в «Объединённую демократическую партию».

## Результаты на выборах

### Президентские
| Выборы | Кандидат  | Голосов    | %    | Результат |
| ------ | --------- | ---------- | ---- | --------- |
| 2002   | Но Му Хён | 12 014 277 | 48,9 | Избран    |

### Парламентские
| Выборы | Лидер       | По округам | По округам | По округам | По округам | По партийному списку | По партийному списку | По партийному списку | По партийному списку | Мест       | Мест  | Место | Статус        |
| Выборы | Лидер       | Голосов    | %          | Мест       | +/-        | Голосов              | %                    | Мест                 | +/-                  | Мест всего | +/–   | Место | Статус        |
| ------ | ----------- | ---------- | ---------- | ---------- | ---------- | -------------------- | -------------------- | -------------------- | -------------------- | ---------- | ----- | ----- | ------------- |
| 2000   | Ким Дэ Чжун | 6 780 625  | 35,87      | 96 из 227  | новая      |                      |                      | 19 из 46             | новая                | 115 из 273 | новая | 2-е   | Правительство |
| 2004   | Чо Сун Хён  | 1 698 368  | 7,96       | 5 из 243   | ▼ 91       | 1 510 178            | 7,09                 | 4 из 56              | ▼ 15                 | 9 из 299   | ▼ 106 | 4-е   | Оппозиция     |

### Местные
| Выборы | Губернаторы | Провинциальные парламенты | Мэры муниципалитетов | Муниципальные парламенты |
| ------ | ----------- | ------------------------- | -------------------- | ------------------------ |
| 2002   | 4 из 16     | 143 из 682                | 44 из 227            |                          |
| 2006   | 2 из 16     | 80 из 733                 | 20 из 230            | 276 из 2888              |